# Momento do dipolo elétrico
Em física, o momento do dipolo elétrico é a medida da polaridade de um sistema de cargas elétricas.
O momento do dipolo elétrico para uma distribuição discreta de cargas pontuais é simplesmente a soma vetorial dos produtos da carga pela posição vetorial de cada carga.
{\displaystyle {\vec {p}}=\sum _{i}q_{i}{\vec {x}}_{i}}
Esta definição discreta também pode ser dada em uma forma contínua utilizando-se a densidade da carga, {\displaystyle \rho }, no lugar da carga, {\displaystyle q}.
{\displaystyle {\vec {p}}=\int \rho ({\vec {x}}){\vec {x}}dV}
O momento do dipolo é normalmente utilizado em sistemas que possuem carga total neutra. Por exemplo, um par de cargas opostas, ou um condutor neutro em um campo elétrico uniforme. Para tais sistemas, o valor do momento do dipolo elétrico é independente da origem do sistema de eixos. Para sistemas não neutros, surge uma dependência da escolha da origem. Para que o momento do dipolo elétrico seja útil no cálculo do torque em dipolo e para outros fins, a origem é frequentemente definida no centro da carga, {\displaystyle {\vec {R}}}, para o sistema, que é definida como o centro de massa e é, para alguns sistemas, a mesmo:
{\displaystyle {\vec {R}}={\frac {1}{Q}}\sum _{i}\left|q_{i}\right\vert {\vec {x}}_{i},Q=\sum _{i}\left|q_{i}\right\vert }

## Um par de cargas opostas
O momento do dipolo elétrico para um par de cargas opostas de magnitude "q" é definido como a magnitude da carga vezes a distância entre eles e a direção definida em relação à carga positiva.
{\displaystyle {\vec {p}}=q{\vec {d}}}
É um conceito útil em átomos e moléculas onde os efeitos da separação das cargas são mensuráveis, mas a distância entre as cargas são muito pequenas para serem medidas com facilidade. Também é útil em dielétricos e outras aplicações em materiais sólidos e líquidos.

## Expressão (caso geral)
Mais geralmente, para uma distribuição contínua de carga confinada a um volume V, a expressão correspondente para o momento de dipolo é:
{\displaystyle p(r)=\int \limits _{V}p(r_{0})(r_{0}-r)d^{3}r_{0}}
onde {\displaystyle r} localiza o ponto de observação e {\displaystyle d^{3}r_{o}} indica um volume elementar em V. Para uma matriz de cargas pontuais, a densidade de carga torna-se uma soma das funções delta de Dirac:
{\displaystyle p(r)=\sum _{i=1}^{N}q_{i}\delta (r-r_{i})}
onde cada {\displaystyle r_{i}} é um vetor de algum ponto de referência para a carga {\displaystyle q_{i}}. A substituição na fórmula de integração acima fornece:
{\displaystyle p(r)=\sum _{i=1}^{N}q_{i}\int \limits _{V}\delta (r_{0}-r_{i})(r_{0}-r_{i})d^{3}r_{0}=\sum _{i=1}^{N}q_{i}(r_{i}-r)}
Esta expressão é equivalente à expressão anterior no caso de neutralidade de carga e N=2. Para duas cargas opostas, denotando a localização da carga positiva do par como {\displaystyle r_{+}} e a localização da carga negativa como {\displaystyle r_{-}}:
{\displaystyle p(r)=q_{1}(r_{1}-r)+q_{2}(r_{2}-r)=q(r_{+}-r)-q(r_{-}-r)=q(r_{+}-r_{-})=qd}
mostrando que o vetor de momento dipolar é direcionado da carga negativa para a carga positiva porque o vetor de posição de um ponto é direcionado para fora da origem até aquele ponto.
O momento de dipolo é particularmente útil no contexto de um sistema neutro geral de cargas, por exemplo, um par de cargas opostas ou um condutor neutro em um campo elétrico uniforme. Para tal sistema de cargas, visualizado como uma matriz de cargas opostas emparelhadas, a relação para o momento de dipolo elétrico é:
{\displaystyle p(r)=\sum _{i=1}^{N}\int \limits _{V}q_{i}[\delta (r_{0}-(r_{i}-d_{i}))-\delta (r_{0}-r_{i})](r_{o}-r)d^{3}r_{0}}
{\displaystyle =\sum _{i=1}^{N}q_{i}[r_{i}+d_{i}-r-(r_{i}-r)]=\sum _{i=1}^{N}q_{i}d_{i}=\sum _{i=1}^{N}p_{i}}
onde {\displaystyle r} é o ponto de observação e {\displaystyle d_{i}=r_{i}^{'}-r_{i}}, sendo {\displaystyle r_{i}} a posição da carga negativa no dipolo i e {\displaystyle r_{i}^{'}} a posição da carga positiva. Esta é a soma vetorial dos momentos dipolares individuais dos pares de carga neutros. (Por causa da neutralidade de carga geral, o momento dipolo é independente da posição {\displaystyle r} do observador). Assim, o valor de {\displaystyle p} é independente da escolha do ponto de referência, desde que a carga geral do sistema seja zero.
Ao discutir o momento de dipolo de um sistema não neutro, como o momento de dipolo do próton, surge uma dependência da escolha do ponto de referência. Em tais casos, é convencional escolher o ponto de referência para ser o centro de massa do sistema, não uma origem arbitrária.  Esta escolha não é apenas uma questão de convenção: a noção de momento dipolar é essencialmente derivada da noção mecânica de torque e, como na mecânica, é computacionalmente e teoricamente útil escolher o centro de massa como o ponto de observação. Para uma molécula carregada, o centro de carga deve ser o ponto de referência em vez do centro de massa. Para sistemas neutros, o ponto de referência não é importante. O momento de dipolo é uma propriedade intrínseca do sistema.

## Potencial e campo de um dipolo elétrico
Um dipolo ideal consiste em duas cargas opostas com separação infinitesimal. Calculamos o potencial e o campo de tal dipolo ideal começando com duas cargas opostas na separação d> 0, e tomando o limite como d → 0.
Duas cargas opostas próximas ± q têm um potencial da forma:
{\displaystyle \phi (r)={\frac {q}{4\pi \epsilon _{0}|r-r_{+}|}}-{\frac {q}{4\pi \epsilon _{0}|r-r_{-}|}},}
onde a separação de carga é:
{\displaystyle d=r_{+}-r}, {\displaystyle d=|d|}.
Deixe R denotar o vetor posição em relação ao ponto médio r , e {\displaystyle {\hat {R}}} o vetor unitário correspondente:
{\displaystyle R=r-{\frac {r_{+}+r}{2}}}, {\displaystyle {\hat {R}}={\frac {R}{R}}}
Expansão de Taylor em {\displaystyle {\frac {d}{R}}}(ver expansão multipolo e quadrupolo) expressa esse potencial como uma série. 
{\displaystyle \phi (R)={\frac {1}{4\pi \epsilon _{0}}}{\frac {qd.{\hat {R}}}{R^{2}}}+0\left({\frac {d^{2}}{R^{2}}}\right)\approx {\frac {1}{4\pi \epsilon _{0}}}{\frac {p.{\hat {R}}}{R^{2}}}},
onde termos de ordem superior na série estão desaparecendo em grandes distâncias, R, em comparação com d. Aqui, o momento de dipolo elétrico p é, como acima:
{\displaystyle p=qd}.
O resultado para o potencial dipolo também pode ser expresso como: 
{\displaystyle \phi (R)=-p.\nabla {\frac {1}{4\pi \epsilon _{0}R}}},
que relaciona o potencial dipolo ao de uma carga pontual. Um ponto chave é que o potencial do dipolo diminui mais rápido com a distância R do que com a carga pontual.
O campo elétrico do dipolo é o gradiente negativo do potencial, levando a: 
{\displaystyle E(R)={\frac {3(p.{\hat {R}}){\hat {R}}-p}{4\pi \epsilon _{0}R^{3}}}}.
Assim, embora duas cargas opostas próximas não sejam um dipolo elétrico ideal (porque seu potencial em distâncias curtas não é o de um dipolo), em distâncias muito maiores do que sua separação, seu momento de dipolo p aparece diretamente em seu potencial e campo.
À medida que as duas cargas são aproximadas ( d fica menor), o termo dipolo na expansão multipolar com base na razão d / R torna-se o único termo significativo em distâncias R cada vez mais próximas e no limite da separação infinitesimal o termo dipolo nesta expansão é tudo o que importa. Como d se torna infinitesimal, entretanto, a carga dipolar deve ser aumentada para manter p constante. Este processo de limitação resulta em um "dipolo pontual".

## Densidade de momento dipolo e densidade de polarização
O momento de dipolo de uma série de cargas,
{\displaystyle p=\sum _{i=1}^{N}q_{i}d_{i}},
determina o grau de polaridade da matriz, mas para uma matriz neutra é simplesmente uma propriedade de vetor da matriz sem informações sobre a localização absoluta da matriz. A densidade de momento dipolo da matriz p(r) contém a localização da matriz e seu momento dipolo. Quando chega a hora de calcular o campo elétrico em alguma região que contém a matriz, as equações de Maxwell são resolvidas e as informações sobre a matriz de carga estão contidas na densidade de polarização P(r) das equações de Maxwell. Dependendo de quão refinada uma avaliação do campo elétrico é necessária, mais ou menos informações sobre a matriz de carga terão que ser expressas por P(r). Conforme explicado abaixo, às vezes é suficientemente preciso tomar P(r)= p(r). Às vezes, uma descrição mais detalhada é necessária (por exemplo, suplementando a densidade do momento dipolo com uma densidade quadrupolar adicional) e às vezes versões ainda mais elaboradas de P(r) são necessárias.
Agora é explorado apenas de que maneira a densidade de polarização P(r) que entra nas equações de Maxwell está relacionada ao momento dipolo p de uma matriz neutra geral de cargas, e também à densidade de momento dipolo p(r) (que descreve não apenas o momento de dipolo, mas também a localização da matriz). Apenas as situações estáticas são consideradas no que segue, então P(r) não tem dependência do tempo e não há corrente de deslocamento. Primeiro, há alguma discussão sobre a densidade de polarização P(r). Essa discussão é seguida de vários exemplos particulares.
Uma formulação das equações de Maxwell com base na divisão de cargas e correntes em cargas e correntes "livres" e "ligadas" leva à introdução dos campos D e P :
{\textstyle D=\epsilon _{0}E+P},
onde P é chamado de densidade de polarização. Nesta formulação, a divergência desta equação produz:
{\displaystyle \nabla .D=\rho _{f}=\epsilon _{0}\nabla .E+\nabla .P},
e como o termo de divergência em E é a carga total, e {\displaystyle \rho _{f}} é "carga gratuita", ficamos com a relação:
{\displaystyle \nabla .P=\rho _{b}},
com {\displaystyle \rho _{b}} como a carga ligada, o que significa a diferença entre as densidades de carga total e livre.
Como um aparte, na ausência de efeitos magnéticos, as equações de Maxwell especificam que
{\displaystyle \nabla {\text{x}}E=0},
que implica
{\displaystyle \nabla {\text{x}}(D-P)=0}
Aplicando a decomposição de Helmholtz: 
{\displaystyle D-P=-\nabla }φ,
para algum potencial escalar φ , e:
{\displaystyle \nabla .(D-P)=\epsilon _{0}\nabla .E=\rho _{f}+\rho _{b}=-\nabla ^{2}\varphi }.
Suponha que as cargas sejam divididas em livres e limitadas e o potencial seja dividido em
{\displaystyle \varphi =\varphi _{f}+\varphi _{b}}.
A satisfação das condições de contorno sobre φ pode ser dividida arbitrariamente entre φ f e φ b porque apenas a soma φ deve satisfazer essas condições. Segue-se que P é simplesmente proporcional ao campo elétrico devido às cargas selecionadas como limitadas, com condições de contorno que se mostram convenientes.  Em particular, quando nenhuma carga livre está presente, uma escolha possível é {\displaystyle P=\epsilon _{0}E}.
Em seguida, é discutido como várias descrições de momento dipolo diferentes de um meio se relacionam com a polarização que entra nas equações de Maxwell.

### Meio com densidades de carga e dipolo
Conforme descrito a seguir, um modelo para densidade de momento de polarização p(r) resulta em uma polarização
{\displaystyle P(r)=p(r)}
restrito ao mesmo modelo. Para uma distribuição de momento dipolar que varia suavemente p(r), a densidade de carga ligada correspondente é simplesmente
{\displaystyle \nabla .p(r)=\rho _{b}},
como iremos estabelecer em breve via integração por partes. No entanto, se p(r) exibe uma etapa abrupta no momento de dipolo em um limite entre duas regiões, {\displaystyle \nabla .p(r)} resulta em um componente de carga superficial de carga ligada. Esta carga de superfície pode ser tratada por meio de uma integral de superfície ou usando condições de descontinuidade no limite, conforme ilustrado nos vários exemplos abaixo.
Como um primeiro exemplo relacionando o momento de dipolo à polarização, considere um meio composto de uma densidade de carga contínua ρ ( r ) e uma distribuição de momento de dipolo contínua p(r). O potencial em uma posição r é: 
{\displaystyle \phi (r)={\frac {1}{4\pi \epsilon _{0}}}\int {\frac {p(r_{0})}{|r-r_{0}|}}d^{3}r_{0}+{\frac {1}{4\pi \epsilon _{0}}}\int {\frac {p(r_{0}).(r-r_{0})}{|r-r_{0}|^{3}}}d^{3}r_{0}}
onde ρ(r) é a densidade de carga desemparelhada e p(r) é a densidade de momento dipolo. Usando uma identidade:
{\displaystyle \nabla _{r_{0}}{\frac {\rho (r_{0})}{|r-r_{0}|}}={\frac {(r-r_{0})}{|r-r_{0}|}}}
a integral de polarização pode ser transformada:
{\displaystyle {\frac {1}{4\pi \epsilon _{0}}}\int {\frac {p(r_{0}).(r-r_{0})}{|r-r_{0}|}}d^{3}r_{0}={\frac {1}{4\pi \epsilon _{0}}}\int p(r_{0}).\nabla _{r_{0}}{\frac {1}{|r-r_{0}|}}d^{3}r_{0}},
{\displaystyle ={\frac {1}{4\pi \epsilon _{0}}}\int \nabla _{r_{0}}.\left(p(r_{0}){\frac {1}{|r-r_{0}|}}\right)d^{3}r_{0}-{\frac {1}{4\pi \epsilon _{0}}}\int {\frac {\nabla _{r_{0}}.p(r_{0})}{|r-r_{0}|}}d^{3}r_{0}},
O primeiro termo pode ser transformado em uma integral sobre a superfície limitando o volume de integração e contribui com uma densidade de carga superficial, discutida posteriormente. Colocando este resultado de volta ao potencial e ignorando a carga de superfície por enquanto:
{\displaystyle \phi (r)={\frac {1}{4\pi \epsilon _{0}}}\int {\frac {p(r_{0})-\nabla _{r_{0}}.p(r_{0})}{|r-r_{0}|}}d^{3}r_{0}},
onde a integração do volume se estende apenas até a superfície delimitadora e não inclui essa superfície.
O potencial é determinado pela carga total, que o mostrado acima consiste em:
{\displaystyle \rho _{total}(r_{0})=\rho (r_{0})-\nabla _{r_{0}}.p(r_{0})},
mostrando que:
{\displaystyle -\nabla _{r_{0}}.p(r_{0})=\rho _{b}}.
Em suma, a densidade de momento dipolar p(r) desempenha o papel da densidade de polarização P para este meio. Observe, p(r) tem uma divergência diferente de zero igual à densidade de carga limitada (conforme modelado nesta aproximação).
Pode-se notar que esta abordagem pode ser estendida para incluir todos os multipolos: dipolo, quadrupolo, etc.  Usando a relação:
{\displaystyle \nabla .D=\rho _{f}},
a densidade de polarização é considerada:
{\displaystyle P(r)=P_{dip}\nabla .P_{quad}+...},
onde os termos adicionados são destinados a indicar contribuições de multipolares superiores. Evidentemente, a inclusão de multipolos mais altos significa que a densidade de polarização P não é mais determinada por uma densidade de momento dipolo p sozinha. Por exemplo, ao considerar o espalhamento de uma matriz de carga, diferentes multipolos espalham uma onda eletromagnética de maneira diferente e independente, exigindo uma representação das cargas que vai além da aproximação dipolo. 

## Energia e torque
Um objeto com um momento de dipolo elétrico está sujeito a um torque {\displaystyle {\vec {\tau }}} quando colocado em um campo elétrico externo. O torque tende a alinhar o dipolo com o campo. Um dipolo alinhado paralelamente a um campo elétrico tem menor energia potencial do que um dipolo fazendo algum ângulo com ele. Para um campo elétrico espacialmente uniforme {\displaystyle {\vec {E}}}, a energia {\displaystyle U} e o torque {\displaystyle {\vec {\tau }}} são dados por:
{\displaystyle U=-{\vec {p}}\cdot {\vec {E}}},
{\displaystyle {\vec {\tau }}={\vec {p}}\times {\vec {E}}}. 
Nessas expressões {\displaystyle {\vec {p}}} é o momento de dipolo e o símbolo {\displaystyle \times } refere-se ao produto vetorial. O vetor de campo e o vetor de dipolo definem um plano, e o torque é perpendicular a esse plano e seu sentido é dado pela regra da mão direita.
Um dipolo paralelo ou anti-paralelo à direção em que um campo elétrico não uniforme está aumentando (gradiente do campo) experimentará um torque, bem como uma força na direção de seu momento dipolar. Pode-se mostrar que esta força será sempre paralela ao momento dipolar, independentemente da orientação paralela ou anti-paralela do dipolo.

## Momentos de dipolo elétrico de partículas fundamentais
Não confundindo com o spin que se refere aos momentos dipolares magnéticos das partículas, muitos trabalhos experimentais continuam na medição dos momentos dipolares elétricos (MDE) de partículas fundamentais e compostas, nomeadamente as do elétron e do nêutron, respectivamente. Como os MDEs violam as simetrias de paridade (P) e inversão de tempo (T), seus valores produzem uma medida de violação de CP por natureza, independente do modelo (assumindo que a simetria de CPT é válida). Portanto, os valores para esses MDEs colocam fortes restrições sobre a escala de violação de CP que se estende ao modelo padrão da física de partículas. As gerações atuais de experimentos são projetadas para serem sensíveis à faixa de supersimetria dos EDMs, fornecendo experimentos complementares aos realizados no LHC. 
Na verdade, muitas teorias são inconsistentes com os limites atuais e foram efetivamente descartadas, e a teoria estabelecida permite um valor muito maior do que esses limites, levando ao forte problema de CP e estimulando buscas por novas partículas como o áxion. 

## Momentos dipolares de moléculas
Os momentos dipolares nas moléculas são responsáveis pelo comportamento de uma substância na presença de campos elétricos externos. Os dipolos tendem a estar alinhados com o campo externo que pode ser constante ou dependente do tempo. Este efeito forma a base de uma técnica experimental moderna chamada espectroscopia dielétrica.
Momentos dipolares podem ser encontrados em moléculas comuns, como a água, e também em biomoléculas, como as proteínas. 
Por meio do momento dipolar total de algum material pode-se calcular a constante dielétrica que está relacionada ao conceito mais intuitivo de condutividade. E se {\displaystyle M_{Tot}} é o momento dipolo total da amostra, então a constante dielétrica é dada por,
{\displaystyle \varepsilon =1+k(M_{Tot}^{2})}
onde k é uma constante e {\displaystyle M_{Tot}^{2}=(M_{Tot}(t=0)).(M_{Tot}(t=0))} é a função de correlação de tempo do momento de dipolo total. Em geral, o momento dipolo total tem contribuições provenientes de translações e rotações das moléculas na amostra,
{\displaystyle M_{Tot}=M_{Trans}+M_{Rot}}
Portanto, a constante dielétrica (e a condutividade) tem contribuições de ambos os termos. Esta abordagem pode ser generalizada para calcular a função dielétrica dependente da frequência. 
É possível calcular momentos dipolares a partir da teoria da estrutura eletrônica, seja em resposta a campos elétricos constantes ou a partir da matriz de densidade.  Tais valores, entretanto, não são diretamente comparáveis ao experimento devido à presença potencial de efeitos quânticos nucleares, que podem ser substanciais até mesmo para sistemas simples como a molécula de amônia.   A teoria do agrupamento acoplado (especialmente CCSD (T)) pode fornecer momentos de dipolo muito precisos,  embora seja possível obter estimativas razoáveis (dentro de cerca de 5%) da teoria do funcional de densidade, especialmente se funcionais híbridos ou duplos são empregados. O momento dipolar de uma molécula também pode ser calculado com base na estrutura molecular usando o conceito de métodos de contribuição de grupo. 